# Bagratydzi (Gruzja)

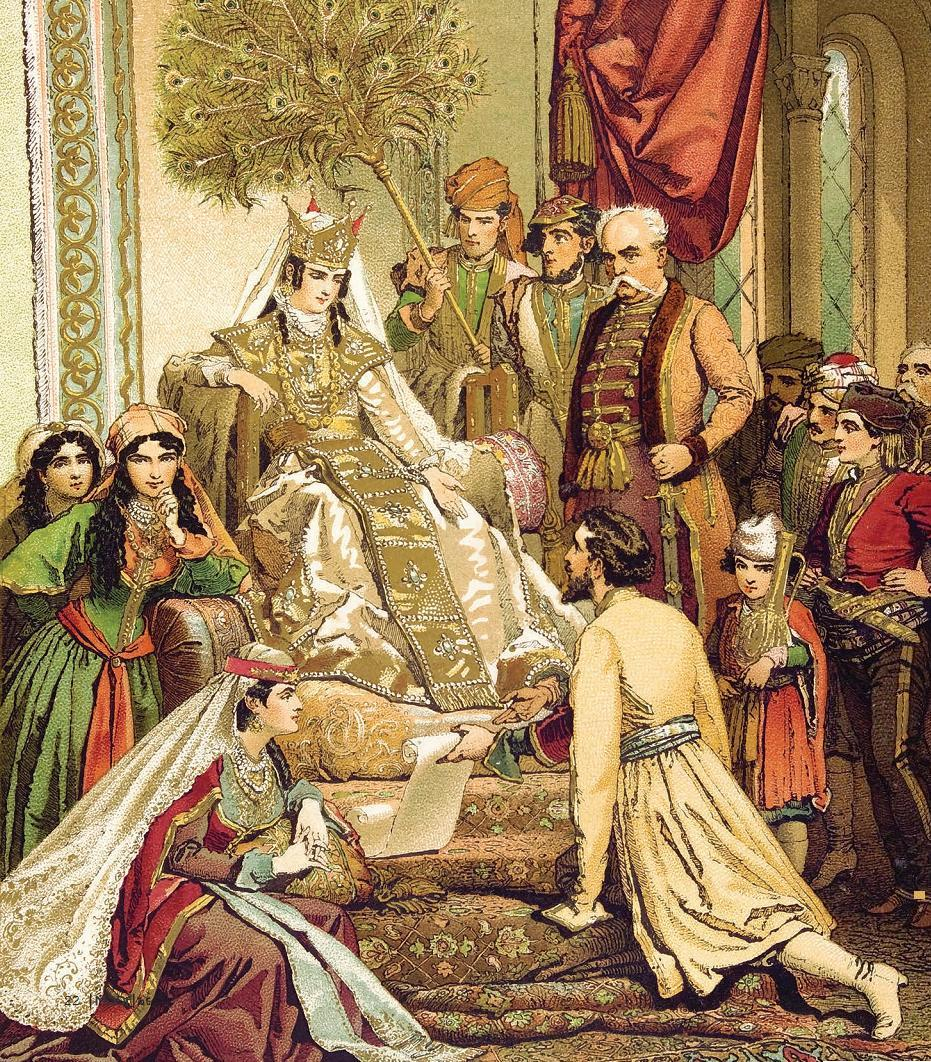
Królowa Tamara, jedna z najwybitniejszych władczyń Gruzji z rodu Bagratydów

Bagratydzi, Bagrationi, Bagrationowie (gruz. ბაგრატიონები, Bagrationebi) – dynastia królewska władców Gruzji.
Założycielem gruzińskiej linii Bagratydów był wnuk Aszota III, książę Adarnase. Po przegranym powstaniu przeciwko Arabom udał się w 813 roku do Kartlii. Jego syn Aszot I Kuropalates założył królewską dynastię Gruzji.
Pierwszym królem Gruzji był Bagrat III, który odziedziczył lub podporządkował sobie Abchazję, Iberię, Kartlię i kilka mniejszych księstw gruzińskich. 
Do największego rozkwitu doszła Gruzja za panowania Dawida IV Budowniczego i jego następców. Za rządów jego prawnuczki Tamary Wielkiej Gruzja należała do najważniejszych państw w tym rejonie świata. Okres rządów od Dawida IV do Tamary nazywany jest złotym wiekiem.
Za rządów dzieci Tamary - Jerzego IV i Rusudan - atak sąsiadów (przede wszystkim Mongołów) spowodował upadek, a w 1242 roku uznanie zwierzchności mongolskiej nad królestwem Gruzji.
Gruzja ponownie odzyskała niezależność za czasów Jerzego V Wspaniałego. Od rządów Bagrata V Wielkiego Gruzja musiała odpierać ataki Tamerlana, co osłabiało państwo. Po śmierci Aleksandra I doszło do konfliktu między jego następcami. W ciągu ćwierćwiecza Gruzja rozpadła się na trzy królestwa rządzone przez osobne linie Bagratydów z Kartlii, Kachetii i Imeretii. W XVI w. władcy Kachetii i Kartlii zostali lennikami perskimi, a król Imeretii wasalem tureckim.

## Linia z Kartlii

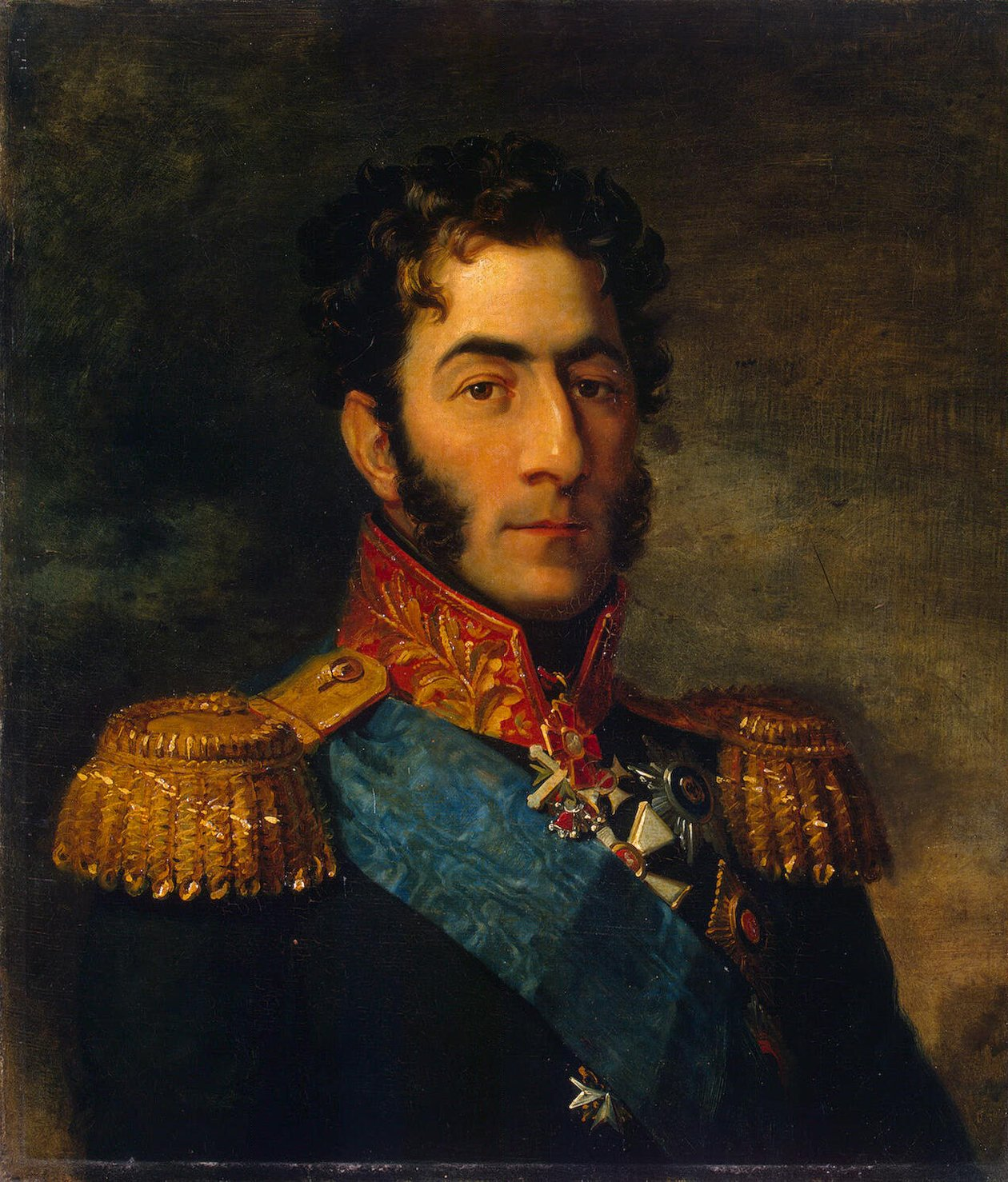
Piotr Iwanowicz Bagration

Założycielem tej linii dynastii był Konstantyn II, bratanek króla Jerzego VIII i brat przyrodni Bagrata VI z Imeretii (ich wspólną matką była księżniczka Gulkhan, dziedziczka Imeretii). Jego wnuk Luarsab I na mocy układu persko-tureckiego z 1555 dostał się pod władzę szacha perskiego Thamaspa I.
Rodzina Bagratydów z Kartlii podzieliła się na kilka linii. Główna linia królów Kartlii wygasła w 1658 na Rostomie I. Po jego śmierci tron przeszedł na Wachtanga V z linii książąt Muchranii. Od jego stryja, ks. Kaihsro oraz bratanka, ks. Konstantyna I wywodzą się istniejące do dziś linie książąt Bagrationi-Muchrani i Bagrationi-Muchraneli.
Potomkowie Wachtanga V rządzili w Kartlii do początku XVIII w. Później tron Kartlii przeszedł na królów Kachetii.
Potomkami Wachtanga V byli dwaj rosyjscy generałowie: Piotr Iwanowicz Bagration i Roman Bagration. Piotr walczył przeciwko francuskim wojskom Napoleona I Bonaparte. Odznaczył się w bitwie pod Pruska Iławą (na jego cześć miejscowość ta współcześnie nosi nazwę Bagrationowsk). Zginął w 1812 w bitwie pod Borodino. Został pochowany na polu bitewnym.  

## Linia z Kachetii

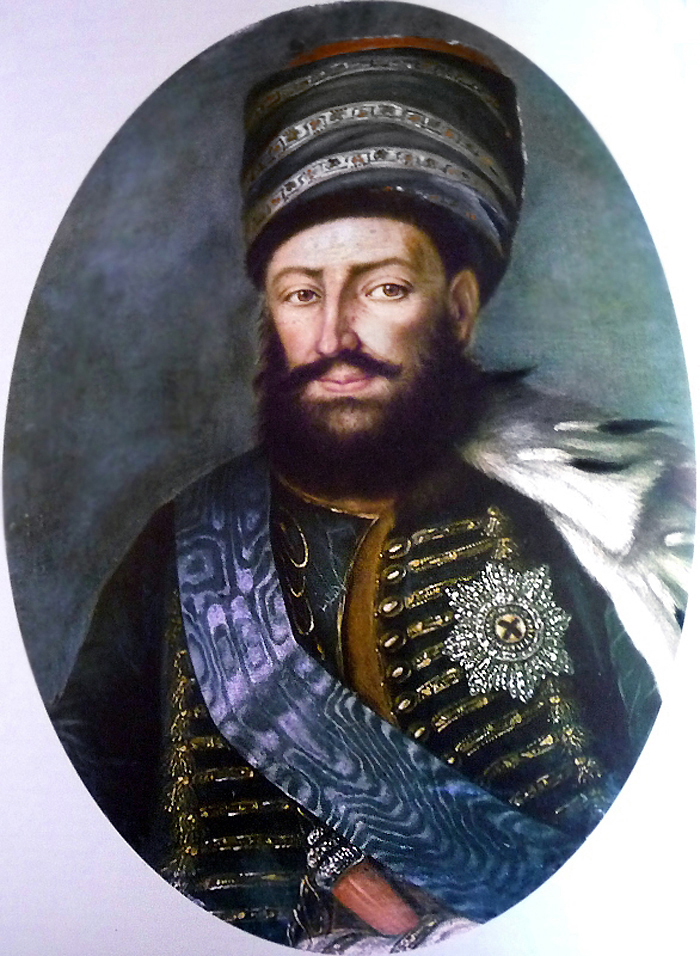
Król Herakliusz II

Założycielem tej linii Bagratydów był Jerzy VIII, od 1466 król Kachetii. Jego prawnuk Leon I został na mocy układu z 1555 uznany za poddanego władzy szacha perskiego.
Król Herakliusz II w 1747 wykorzystując zamieszanie po śmierci perskiego władcy Nadir-Szaha zrzucił jego zwierzchność. Po śmierci ojca Tejmuraza II (w 1762) przyłączył do Kachetii Kartlię i ogłosił się królem Gruzji. W 1783 podpisał układ z Rosją, na mocy którego uznał jej protektorat na swym królestwem. Rosja jednak w 1794 nie udzieliła mu pomocy wobec najazdu perskiego. Jego wnuk Jerzy XII po zaledwie rocznym panowaniu został usunięty w 1801 roku z tronu, a Gruzja został przyłączona przez cara Pawła I do Rosji.

## Linia z Imeretii

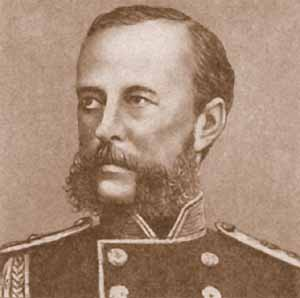
gen. Aleksander Imeretyński

Założycielem tej linii Bagratydów był Bagrat VI/II ("VI" jako król Gruzji, "II" jako król Imeretii), bratanek Aleksandra I i starszy brat przyrodni króla Kartlii Konstantyna II (ich matką była księżniczka Gulchan). Król Bagrat III na podstawie układu turecko-perskiego z 1555 dostał się pod władzę sułtana tureckiego Sulejmana I Wspaniałego. Jego potomkowie okresowo tracili władze w Imeretii na rzecz przedstawicieli innych rodów.
Za czasów Salomona I Imeretia zrzuciła zależność od Turcji. Jego bratanek Salomon II (poprzez matkę wnuk króla Gruzji Herakliusza II) był ostatnim niezależnym władcą Imeterii. W 1804 uznał rosyjski protektorat. W 1810 wbrew jego woli rosyjski car Aleksander I Romanow włączył Imeretię do Rosji. Król Salomon II obawiając się o swe życie wyemigrował do Turcji.
Z rodu Bagratydów z Imeretii wywodzi się linia książąt Imeretyńskich. Ks. Aleksandr Imeretyński był rosyjskim generałem. Od 1897 roku pełnił funkcję generał-gubernatora warszawskiego. Pozornie przychylny Polakom złagodził nieco rządy carskie w rosyjskim zaborze.